# سيسبان دروموندي
سيسبان دروموندي (الاسم العلمي:Sesbania drummondii) هو نوع من النباتات يتبع جنس السيسبان من الفصيلة البقولية. سمي هذا النوع نسبةً إلى عالم النبات الأسترالي جيمس دروموند.